# Delmar (Oregon)
Delmar az Amerikai Egyesült Államok északnyugati részén, Oregon állam Coos megyéjében elhelyezkedő önkormányzat nélküli település.
A posta 1914 és 1918 között működött.